# Camille Pissarro
Jacob Abraham Camille Pissarro, más conocido como Camille Pissarro (Saint Thomas, 10 de julio de 1830-París, 13 de noviembre de 1903), fue un pintor y grabador impresionista franco-danés. Considerado como uno de los padres del impresionismo, pintó la vida rural francesa, en concreto los paisajes y las escenas en los que aparecían campesinos trabajando, pero también escenas urbanas en Montmartre. En París tuvo como discípulos a Paul Cézanne, Paul Gauguin, Jean Peské y Henri-Martin Lamotte; así como a su propio hijo Lucien Pissarro y a la pintora impresionista estadounidense Mary Cassatt. Fue también un teórico de la anarquía y frecuentó con asiduidad a los pintores de la Nueva Atenas que pertenecían a ese movimiento. Compartió esa posición con Gauguin, con quien luego tuvo relaciones tensas.

## Biografía

### Primeros años
Camille Pissarro nació el 10 de julio de 1830 en la isla de Saint Thomas, en el archipiélago de las Islas Vírgenes, por aquel entonces una antigua posesión colonial del reino de Dinamarca en las Antillas, donde sus padres tenían una floreciente empresa de piezas para navíos en el puerto de Charlotte Amalie. Era hijo de Abraham Gabriel Pissarro, un judío sefardí de origen portugués con nacionalidad francesa, nacido en la ciudad de Burdeos en donde existía una importante comunidad de judíos portugueses. Su madre fue la dominicana Rachel Manzano-Pomié, descendiente de españoles.
Pissarro, que había cursado parte de sus estudios en París desde el año 1843, frecuentaba el colegio de Auguste Savary, en donde aprendió dibujo, acuarela, grabado y técnicas para captar con eficiencia el paisaje al aire libre. Terminados sus estudios en 1847, regresa a Saint Thomas para trabajar y ayudar en el negocio de su padre. Además, en sus ratos libres en la isla se dedica a dibujar, aunque posteriormente abandonaría su hogar debido a la oposición de sus padres a su vocación como pintor.

### Viaje a Venezuela

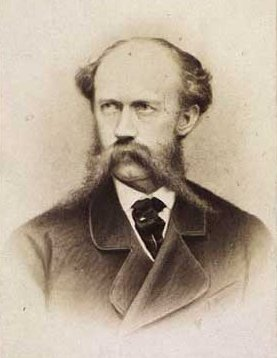
Fritz Melbye maestro y amigo de Pissarro en su estadía en Venezuela. Foto de: Budtz Müller (1837-1884).

A mediados del siglo XIX, en la ciudad de Carlota Amalia, Pissarro tendrá su primer encuentro con el pintor danés Fritz Melbye, quien influirá en el joven artista para que este se dedique a la pintura. Pronto se une a Melbye en calidad de ayudante, y a principios de 1850 viaja a La Española junto a su maestro, realizando dibujos y acuarelas de los paisajes de Santo Domingo. Meses más tarde regresan a Saint Thomas, donde Melbye comienza a organizar su primer viaje hacia Venezuela, desplazándose hasta Caracas, Maiquetía y los llanos del estado Guárico, en un periplo de aproximadamente año y medio.
Fritz Melbye organiza nuevamente un segundo viaje a Venezuela, y esta vez convence a Pissarro para que lo acompañe y se dedique de lleno a la pintura. En 1852 llegan Pissarro y su maestro a Venezuela, viviendo entre La Guaira y Caracas hasta 1854, y realizando en ese lapso de dos años una serie de trabajos, observaciones y apuntes con medios ligeros de dibujo como lápiz, carboncillo, acuarela y tinta china; en ellos se aprecian paisajes rurales y urbanos de los alrededores de Caracas, escenas costumbristas y estudios de plantas y flores. En dichos trabajos Pissaro demuestra espontaneidad y frescura las cuales confirman las habilidades plásticas del autor.
De estos trabajos de Pissarro en Venezuela, cerca de un centenar de ellos se exhiben actualmente en la colección del Museo de Bellas Artes de Caracas, 60 en la colección de la Galería de Arte Nacional y unos 40 en la colección del Banco Central de Venezuela. Además, uno de estos trabajos de Pissarro (Bananeros, 1852) ha servido de modelo para una de las estampillas de Ipostel en su hoja filatélica, titulada Banco Central de Venezuela. Colección de Arte.

### Pissarro en Francia
En 1855 se separa de Melbye y se traslada cerca de París, a la localidad de Passy. Allí asistió a la Escuela de Bellas Artes, de marcado corte académico e influenciada por el estilo de pintores como Eugène Delacroix, Charles-François Daubigny y sobre todo Jean-Auguste-Dominique Ingres, donde lo marcaron Jean-François Millet por sus temas de la vida rural, por Gustave Courbet y su renuncia al pathos y a lo pintoresco, y por la libertad y la poesía de Jean-Baptiste Corot. Trabajó en el taller de Anton Melbye, hermano mayor de Fritz. Pintó paisajes de la comuna de Montmorency.
Entre 1859 y 1861, frecuentó diversas academias, entre ellas la del padre Suisse, donde conoce a Claude Monet, Ludovic Piette, Armand Guillaumin y Paul Cézanne. En 1863, Cézanne y Émile Zola visitaron su taller en La Varenne y, en 1865, pasó un periodo en La Roche-Guyon. Expuso en los Salones de 1864 y 1865, donde se presentó como el "alumno de Melbye y de Jean-Baptiste Corot".
Monet y Pissarro coincidieron en Londres, donde conocieron a Paul Durand-Ruel, que se convirtió a partir de ese momento en el marchante oficial del grupo. Pissarro y Monet hicieron en la capital inglesa estudios de edificios envueltos en nieblas.

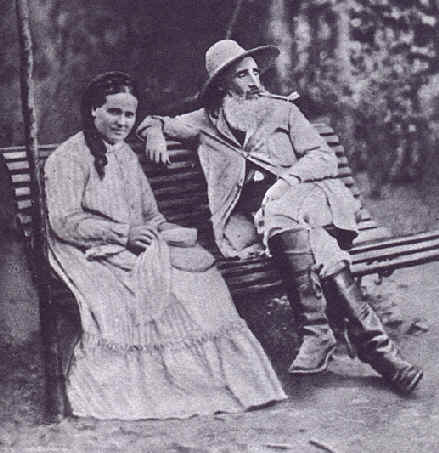
Camille Pissarro y su esposa Julie Vellay en Pontoise en 1877.

Su estilo en esta época era bastante tradicional. Se le asocia con la Escuela de Barbizon, aunque pasado algún tiempo evolucionó hacia el impresionismo. Se le considera, junto con Monet y Alfred Sisley, uno de los impresionistas puros, diferenciándose del grupo de los "problemáticos" (Renoir, Degas, Cézanne).
Al volver a Francia después de su estancia en Londres, participó plenamente en las exposiciones del grupo impresionista, del que fue cofundador. Además, fue el único junto con Berthe Morisot que participó en las ocho exposiciones del grupo entre 1874 y 1886.
Durante la Guerra Franco-prusiana, a principios de los años 1870, volvió a residir en Inglaterra, donde estudió el arte inglés y en especial los paisajes del pintor británico Joseph Mallord William Turner. En los años 1880 experimentó con el puntillismo y produjo escenas rurales de ríos y paisajes, al igual que escenas callejeras de Londres, La Haya y París, como Rue Saint-Honoré por la tarde. Efecto de lluvia (1897, Museo Thyssen-Bornemisza, Madrid) o sus diversas representaciones del bulevar Montmartre.
Relacionado con sus ideas socialistas y cercanas al anarquismo, se interesó por plasmar el trabajo del campesino y pintó la vida rural francesa. 
Como profesor tuvo como alumnos a Paul Gauguin, Paul Cézanne, su hijo Lucien Pissarro y la pintora impresionista estadounidense Mary Cassatt. Políticamente fue simpatizante del anarquismo.

## Galería

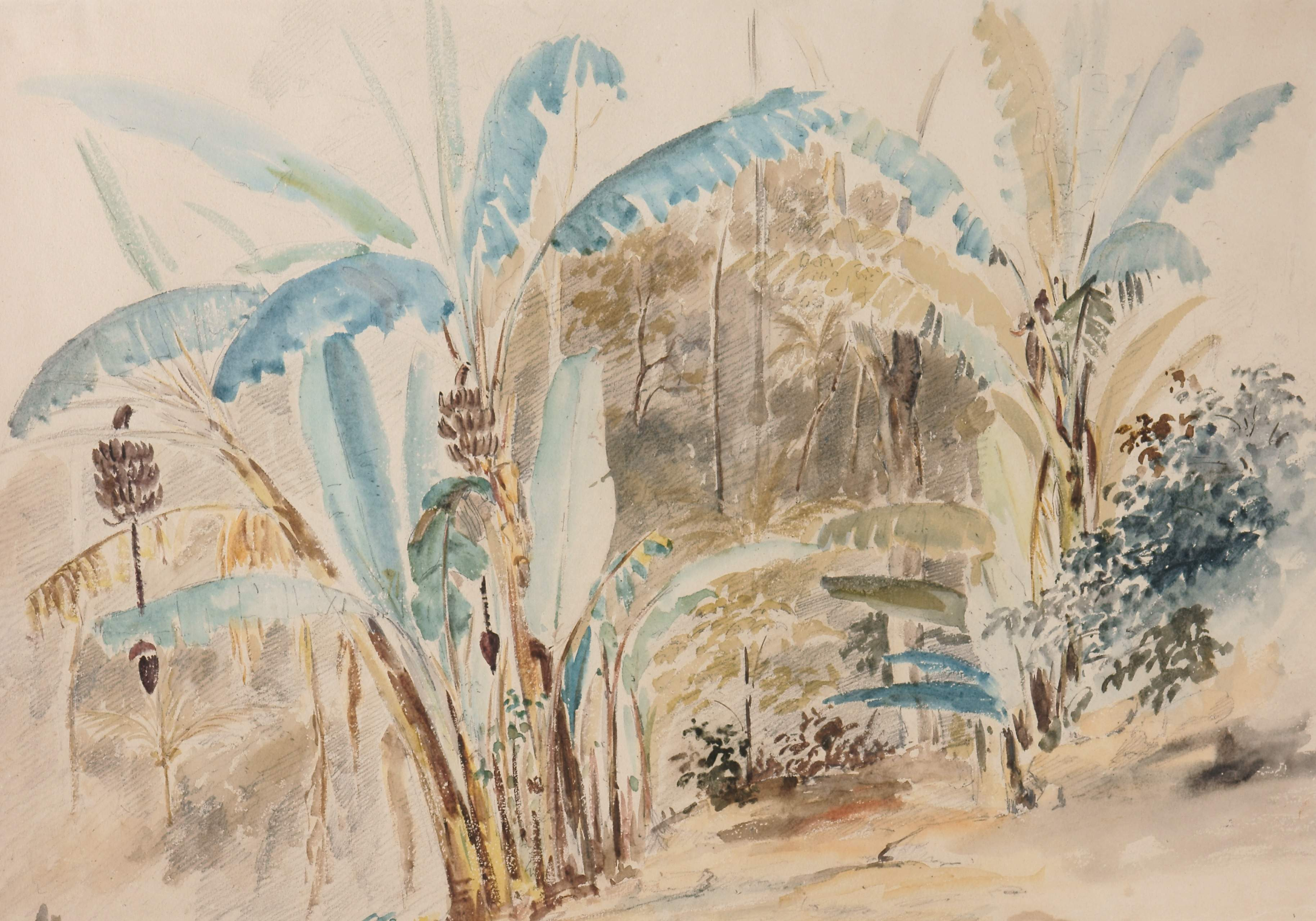
Bananeros (sin fecha)
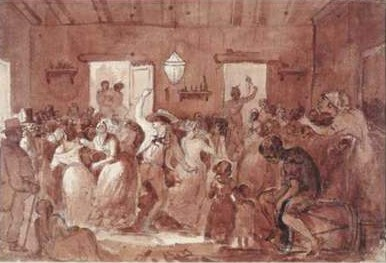
Baile en posada (sin fecha)
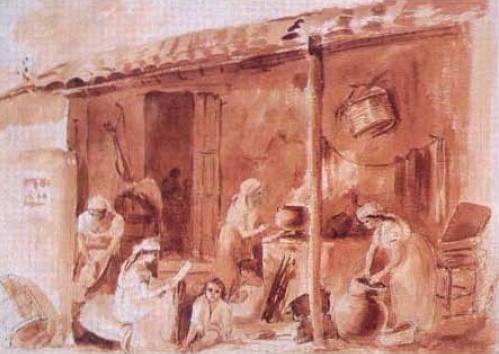
Cocina al aire libre (1854)
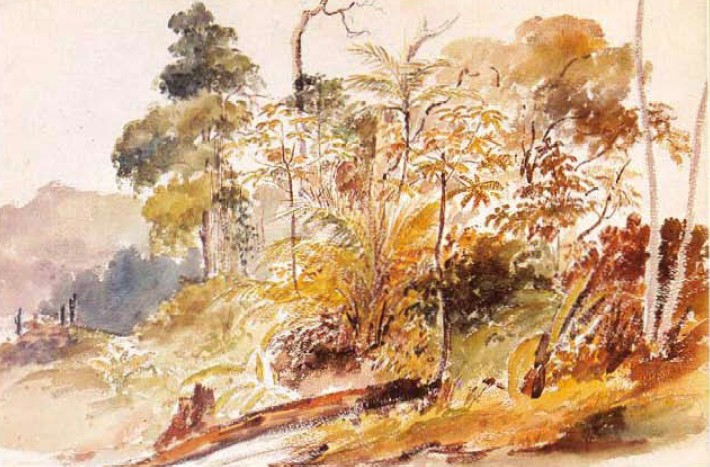
Linde del bosque (sin fecha)
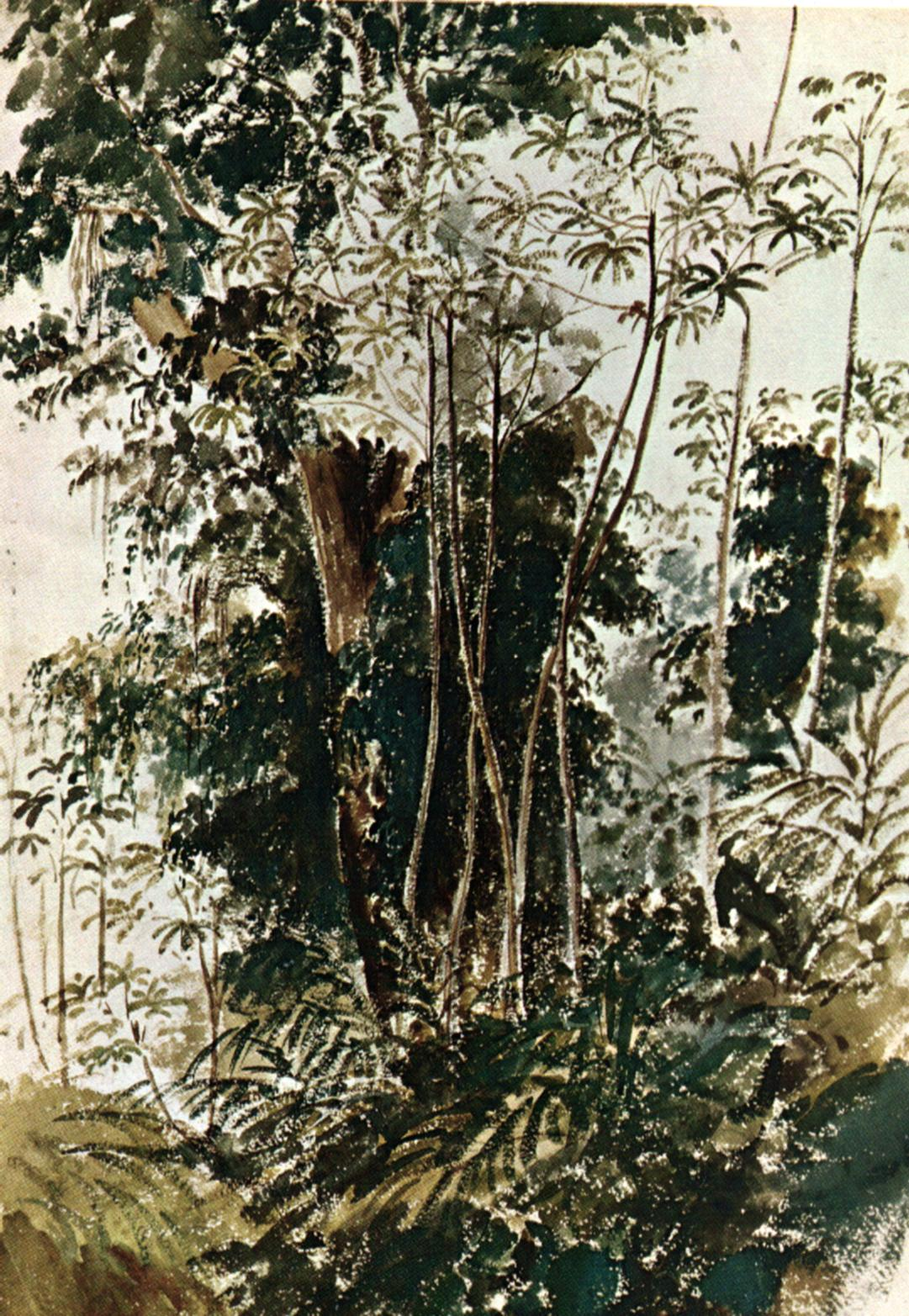
Vegetación Tropical (sin fecha)

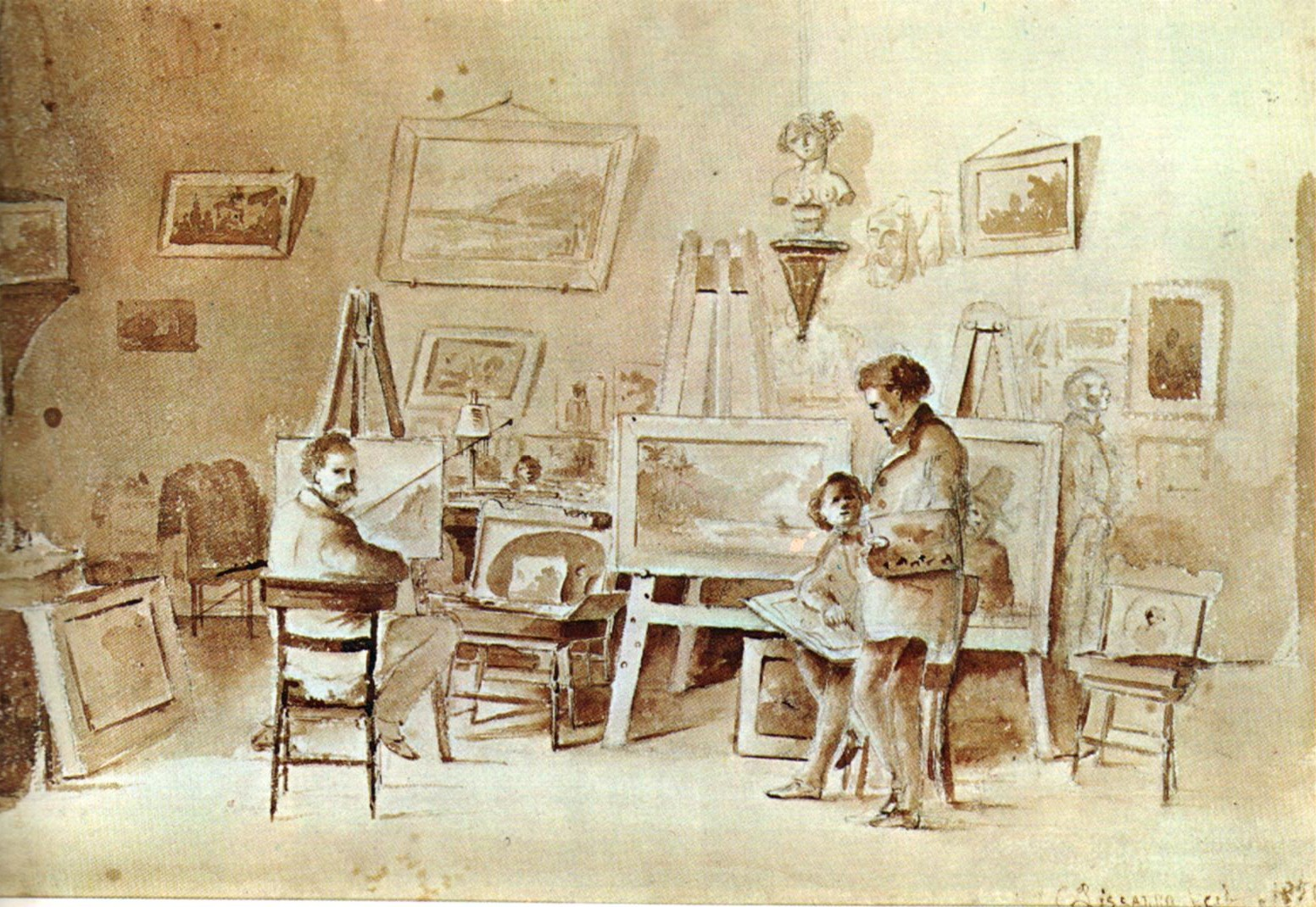
Camille Pissarro: estudio del artista en Saint Thomas (Antillas Danesas), 1851. Colección del BCV, Caracas
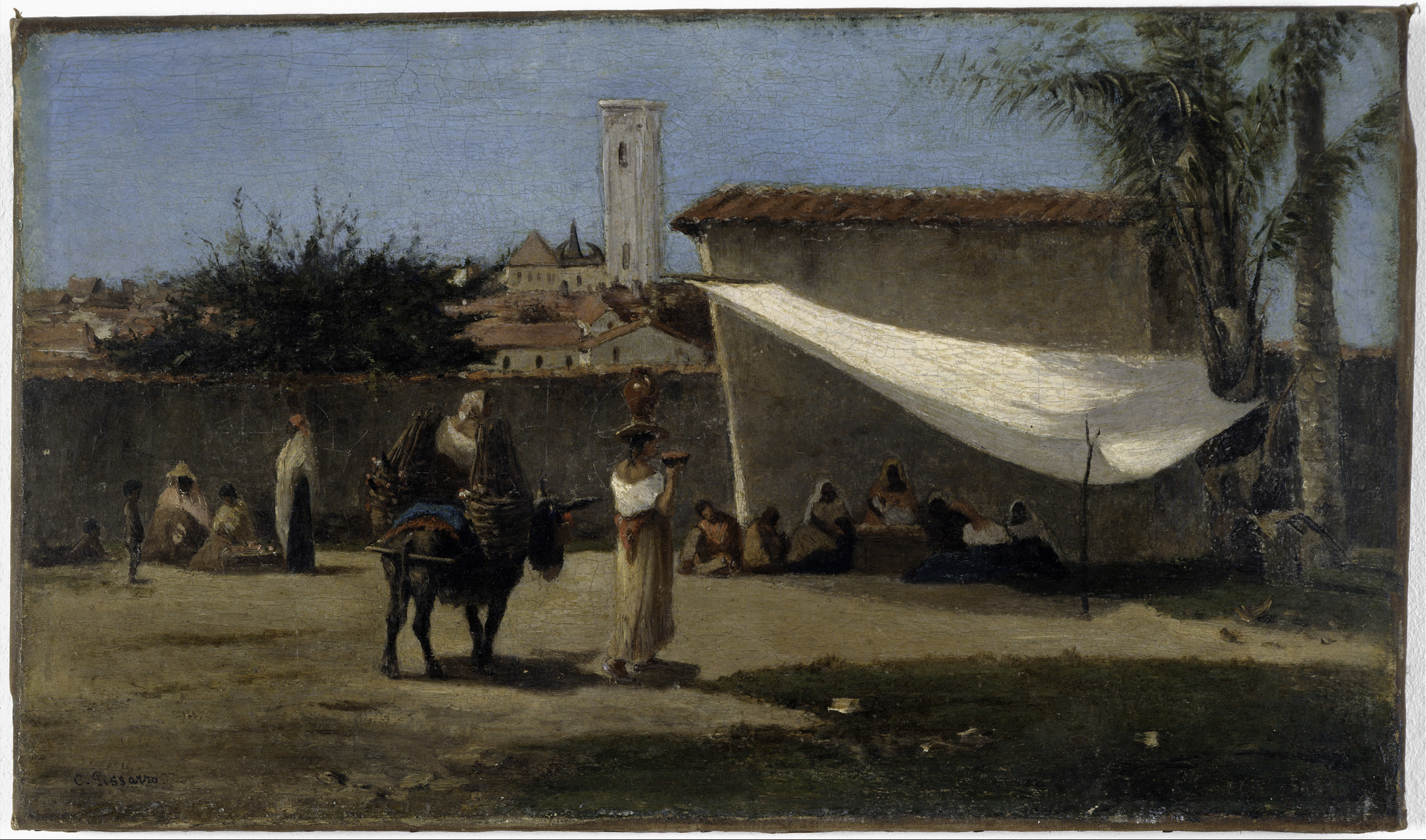
Una plaza en Caracas, 1852, Colección Patricia Phelps de Cisneros
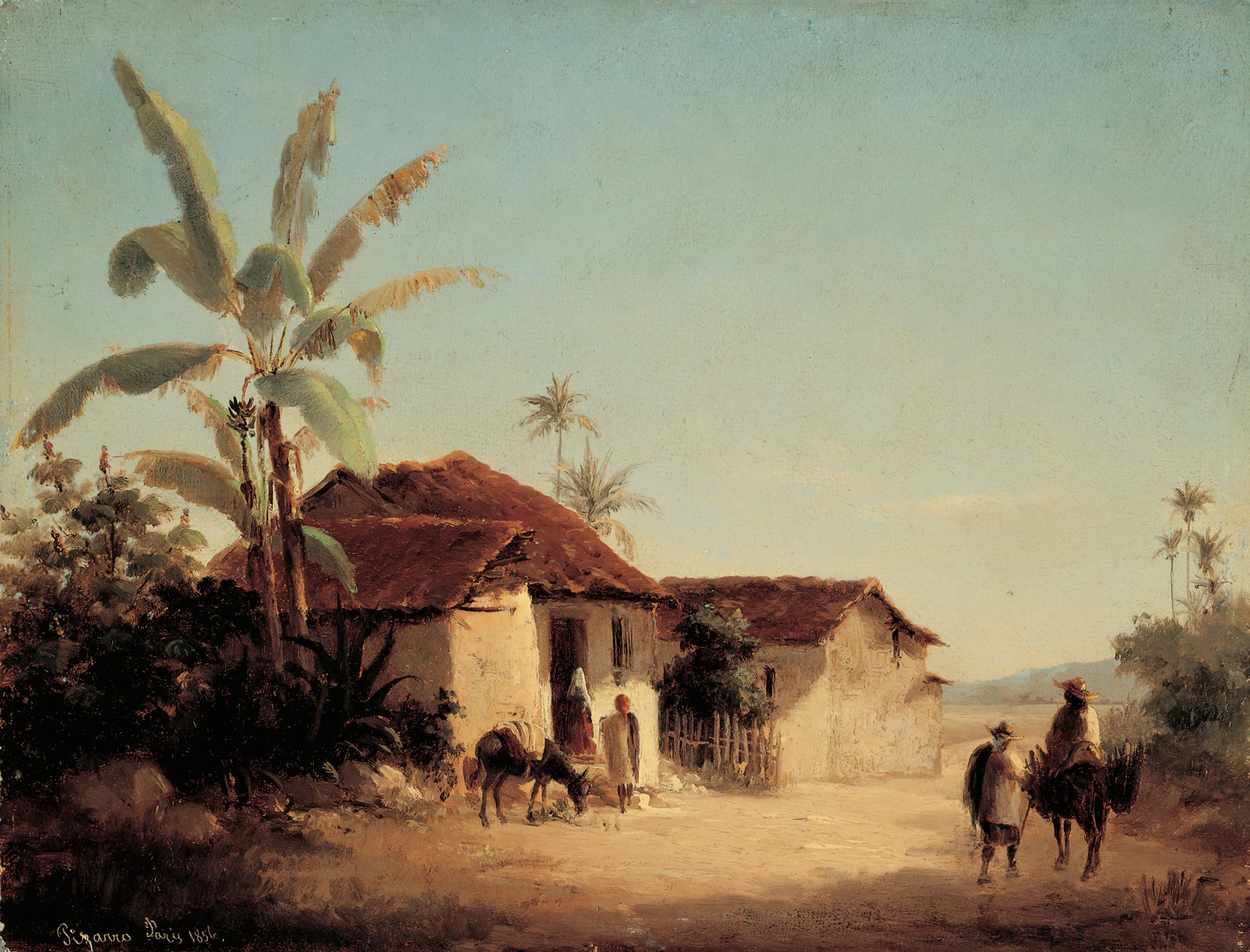
Paisaje tropical con casas rurales y palmeras, c. 1853. Galería de Arte Nacional, Caracas
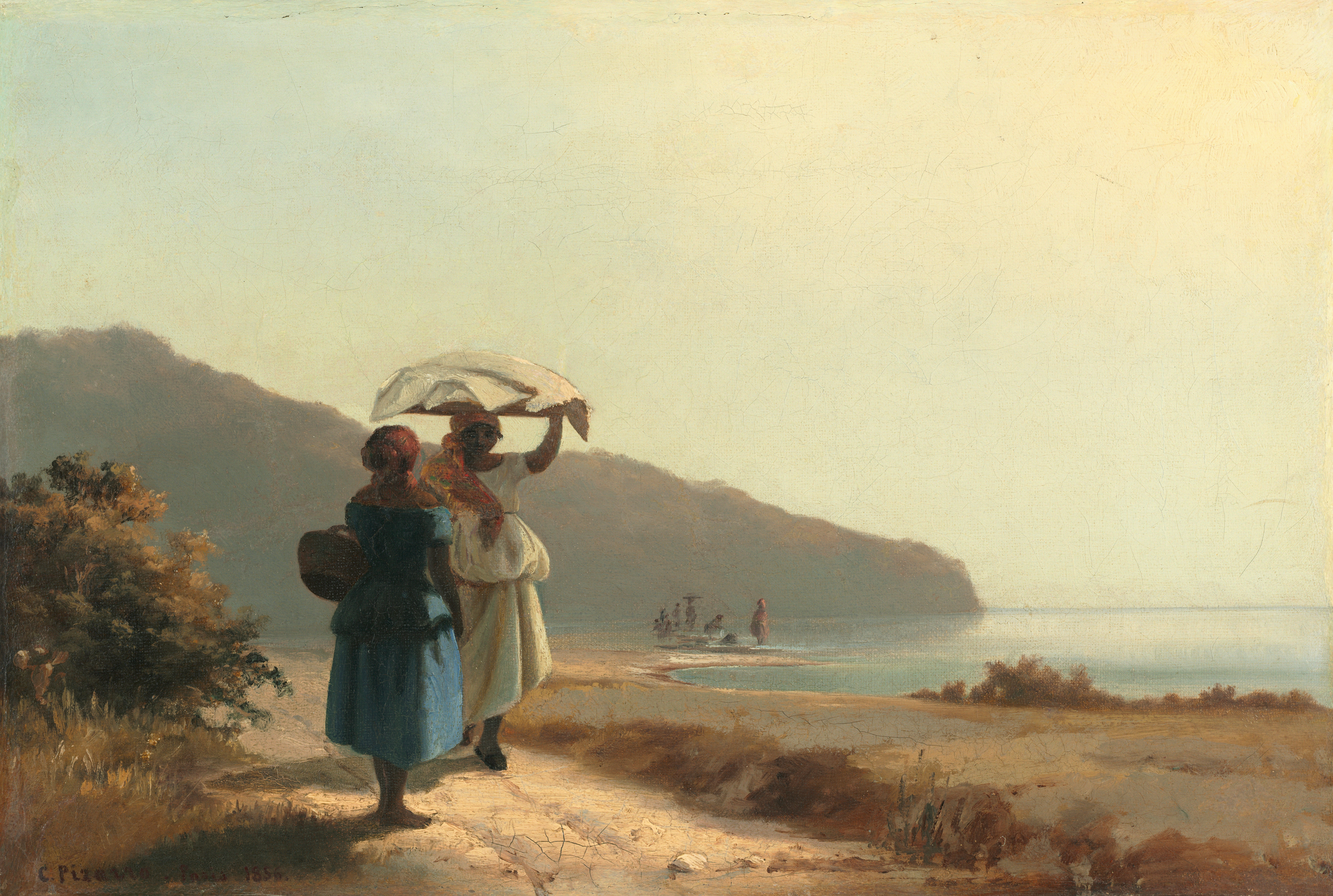
Dos mujeres conversando junto al mar, Saint Thomas, Antillas Danesas, 1856. National Gallery of Art, Washington.
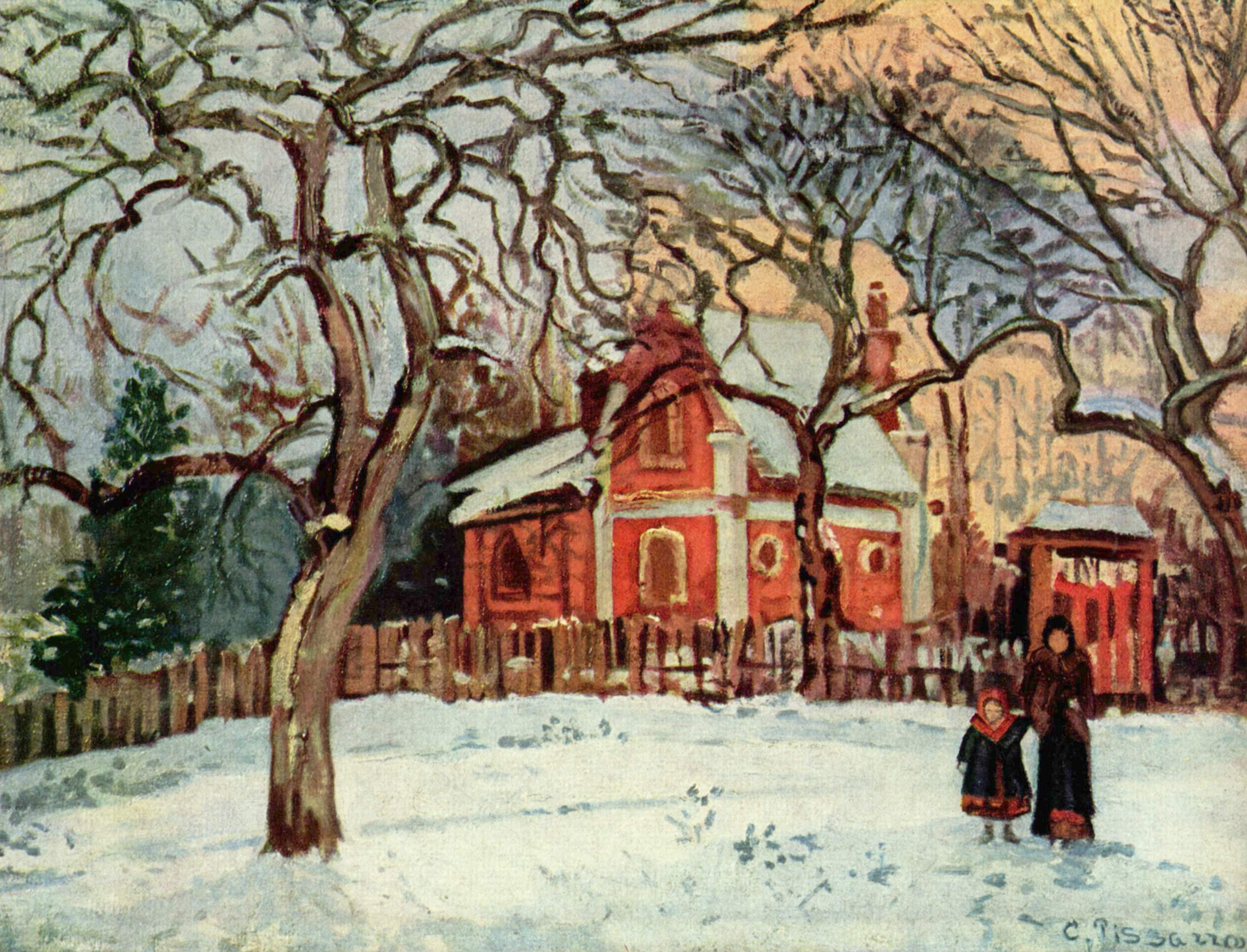
Castaño en Louveciennes, c. 1870
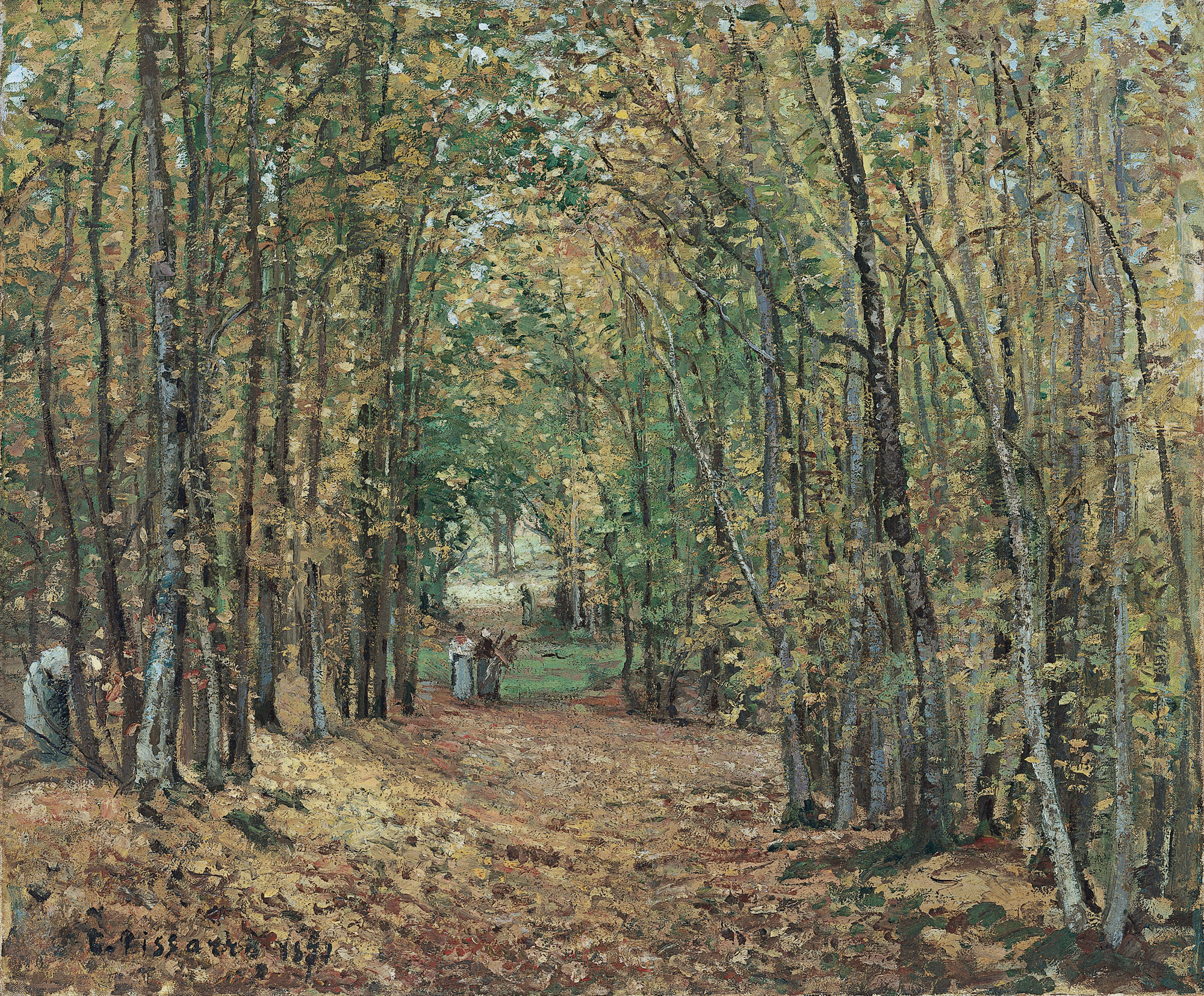
El bosque de Marly, 1871, Museo Thyssen-Bornemisza, Madrid
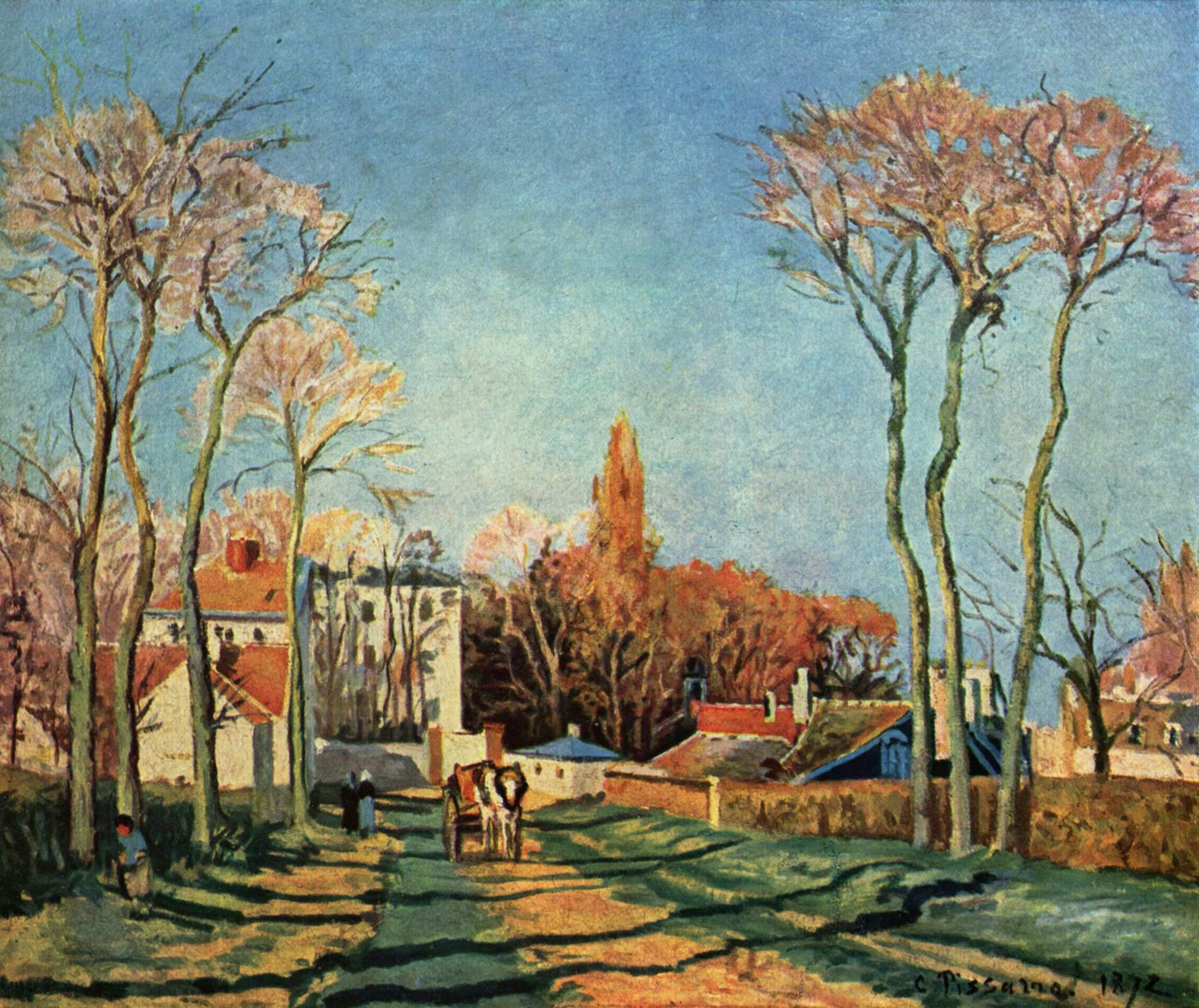
Entrada a Voisins, 1872
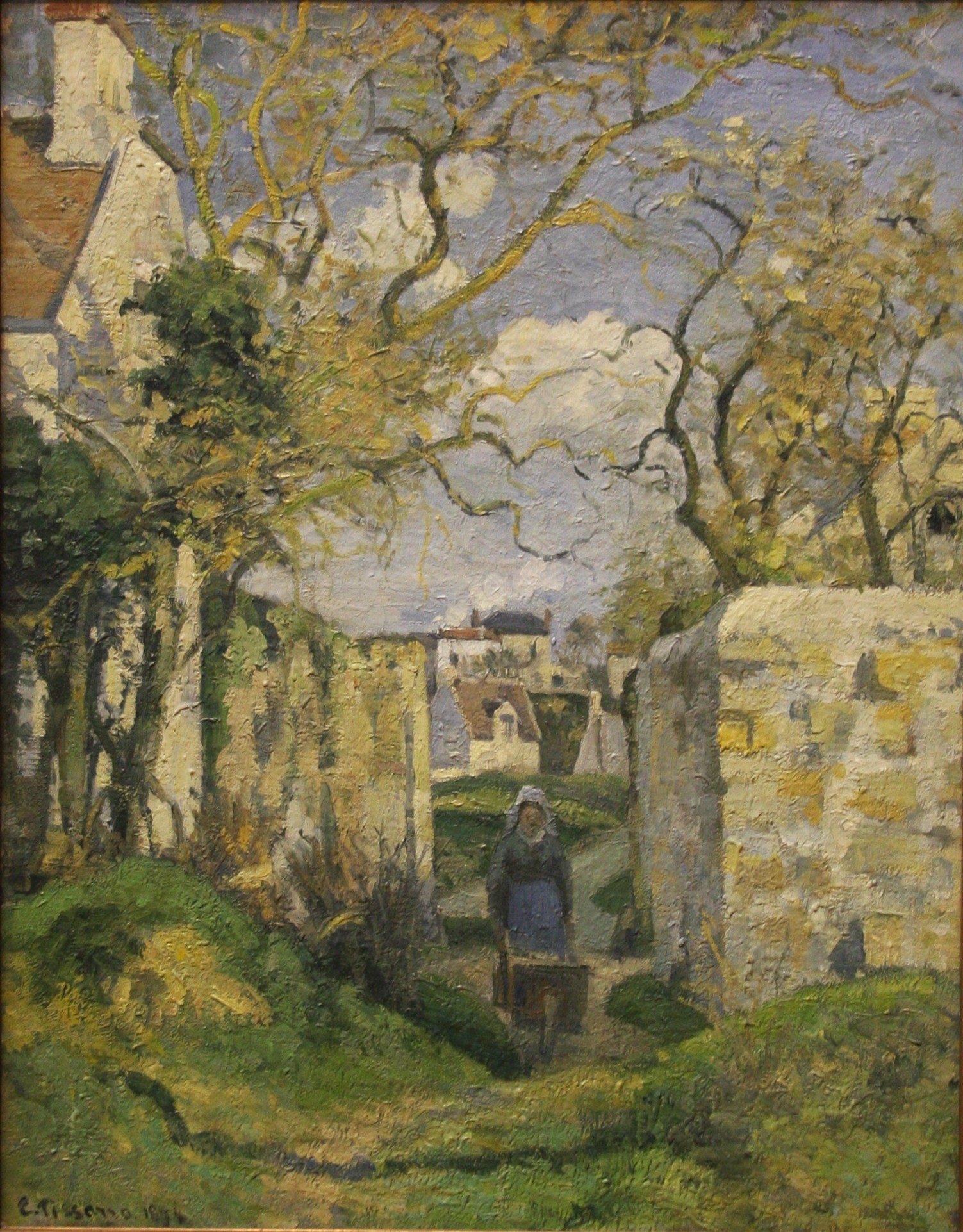
Campesina empujando una carretilla Maison Rondest, Pontoise, 1874
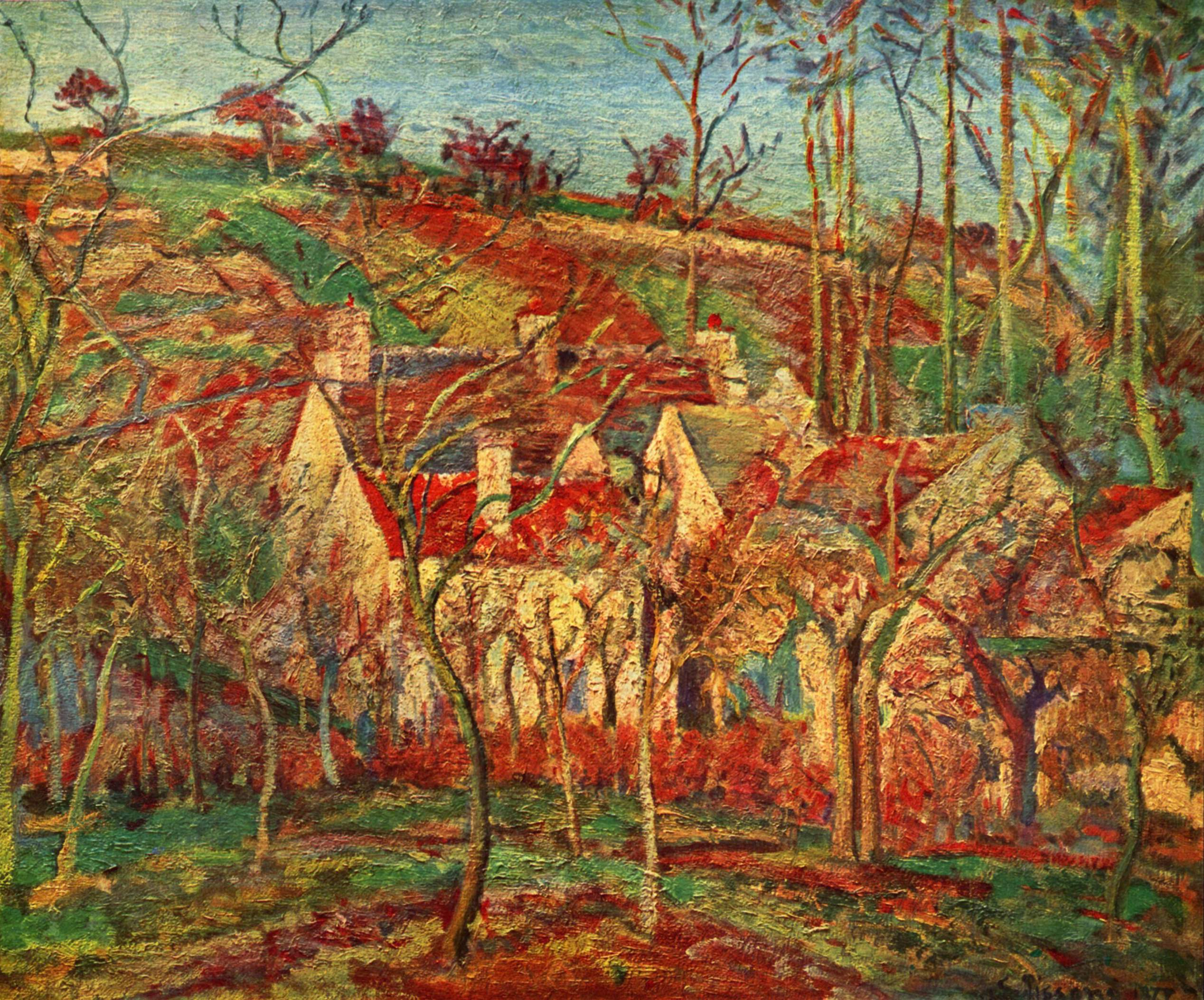
Techos rojos, esquina de pueblito, invierno Côte de Saint-Denis, Pontoise, 1877
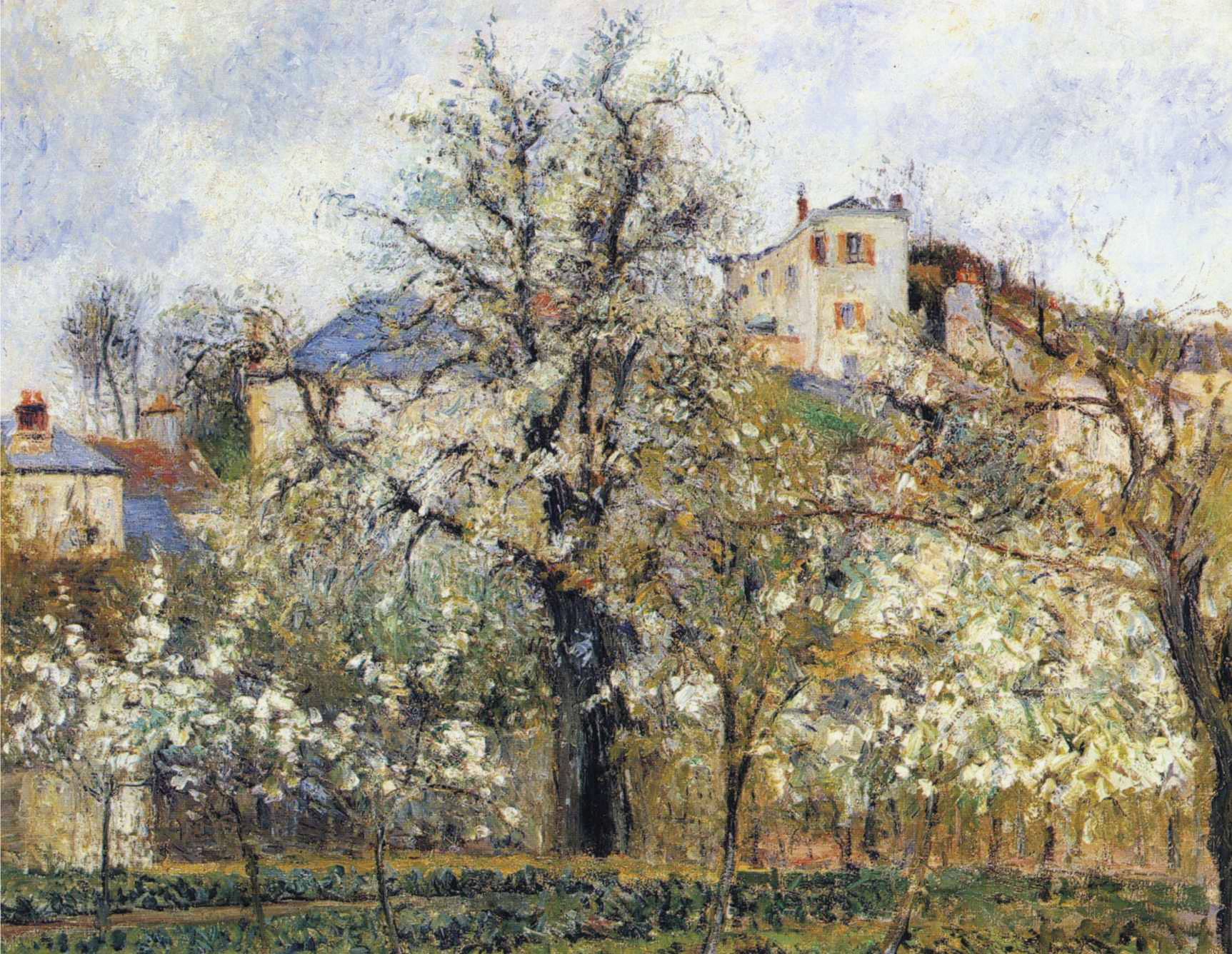
Primavera, ciruelos en flor, Pontoise, 1877. Musée d'Orsay, París
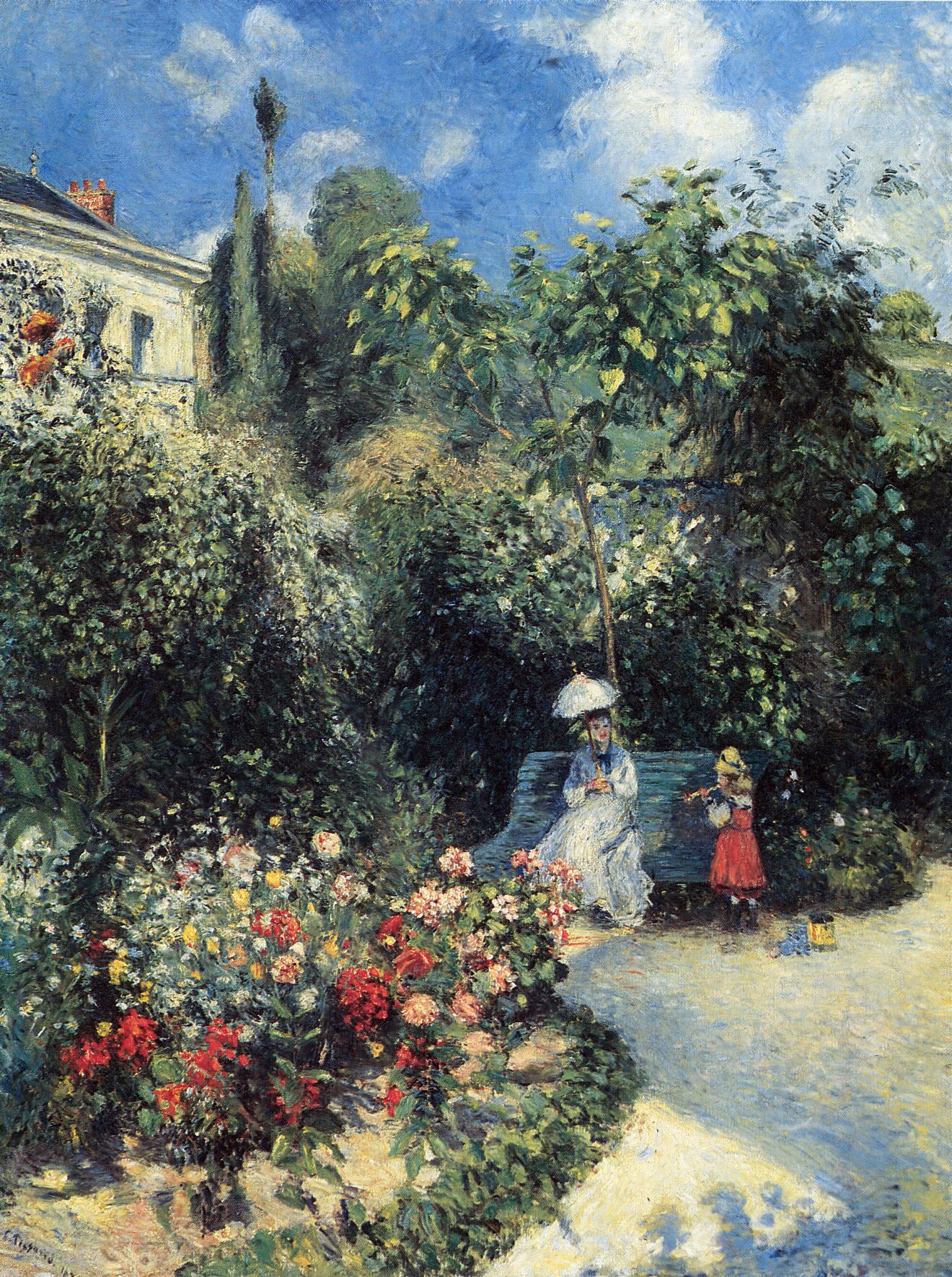
El jardín en Pontoise 1877
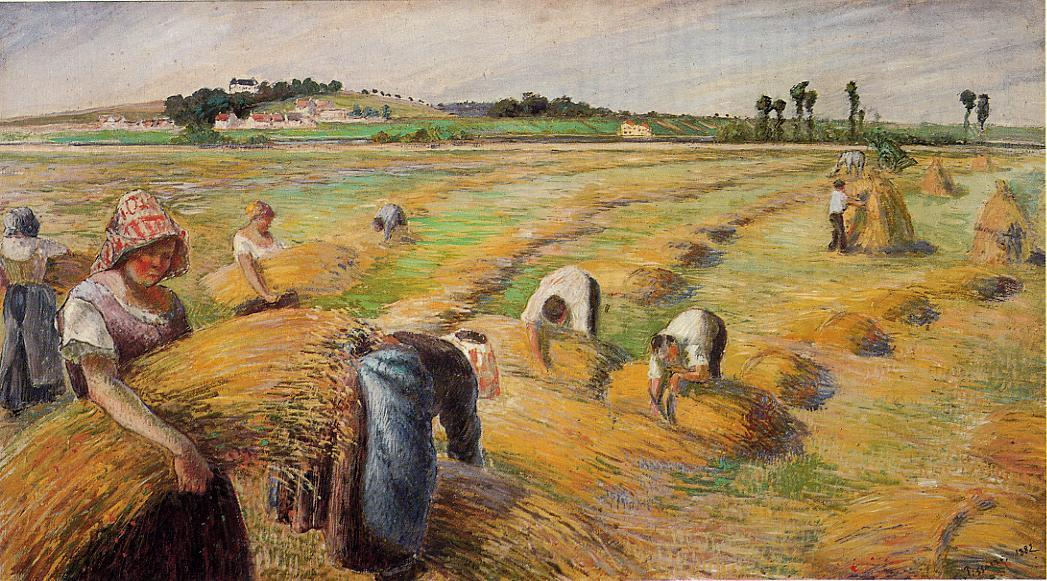
La cosecha 1897
Cosecha del heno en Eragny-sur-Epte, 1889. Colección privada.
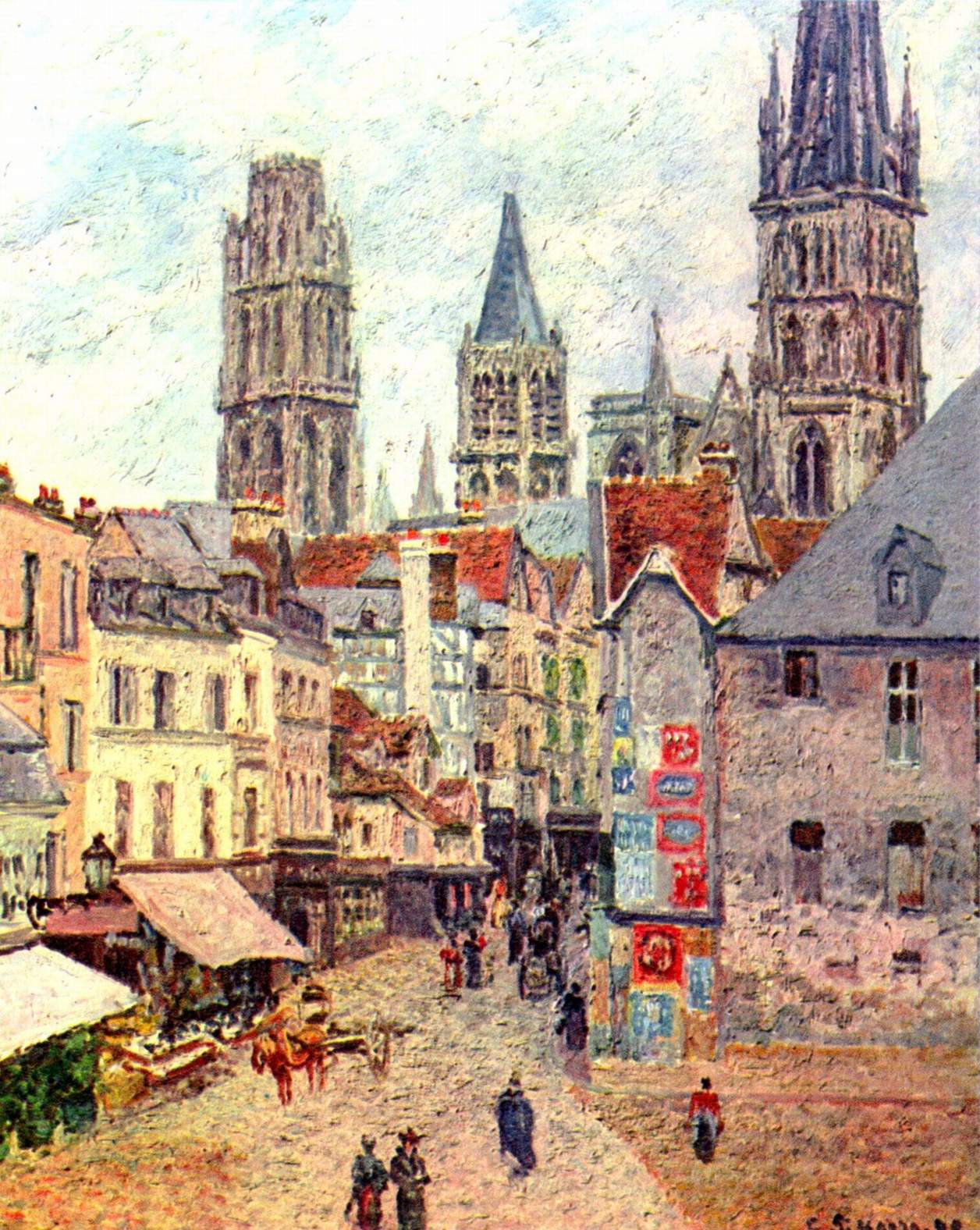
Ruán, rue de l'Épicerie 1898
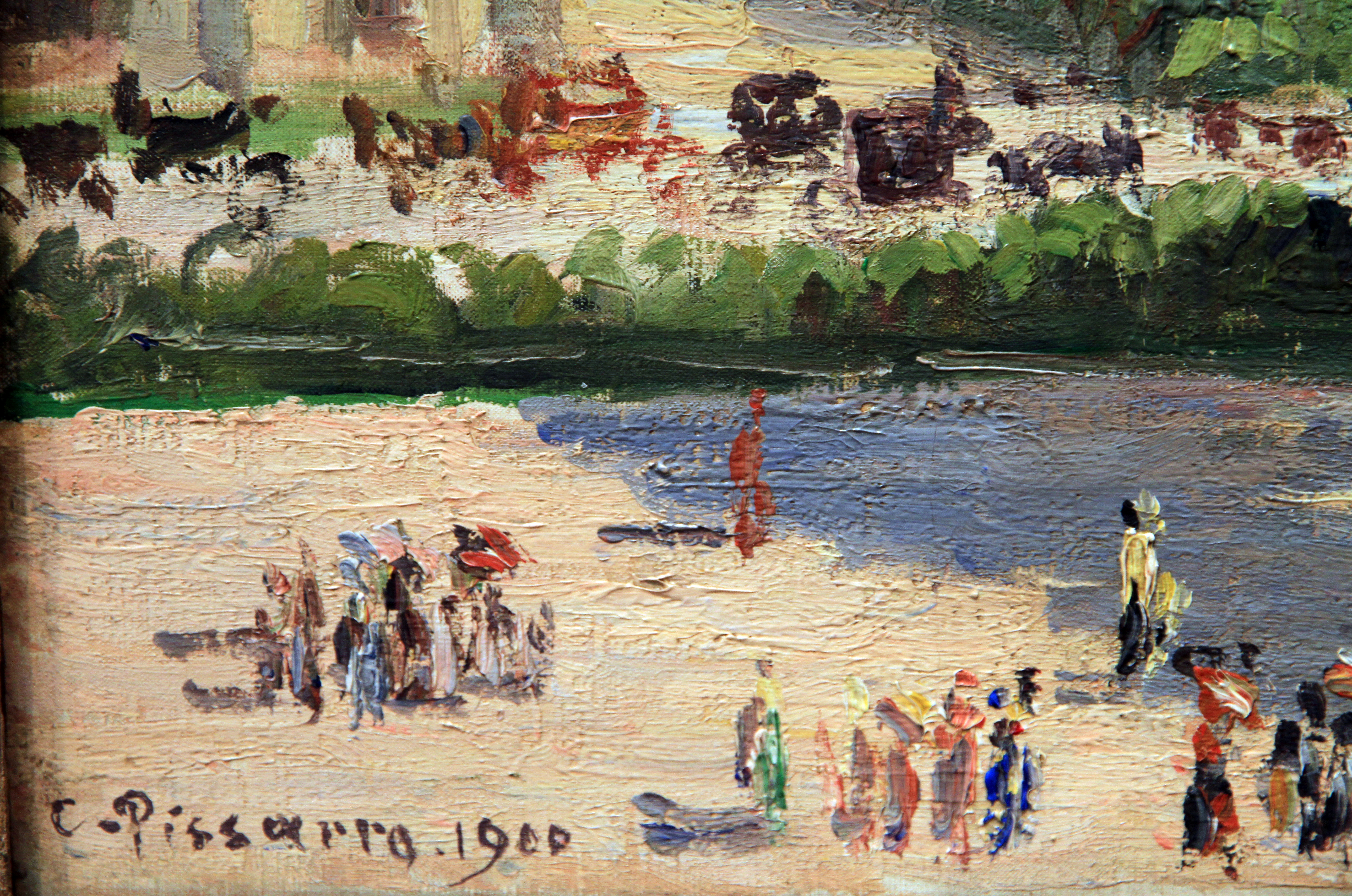
Place du Carrousel, 1900
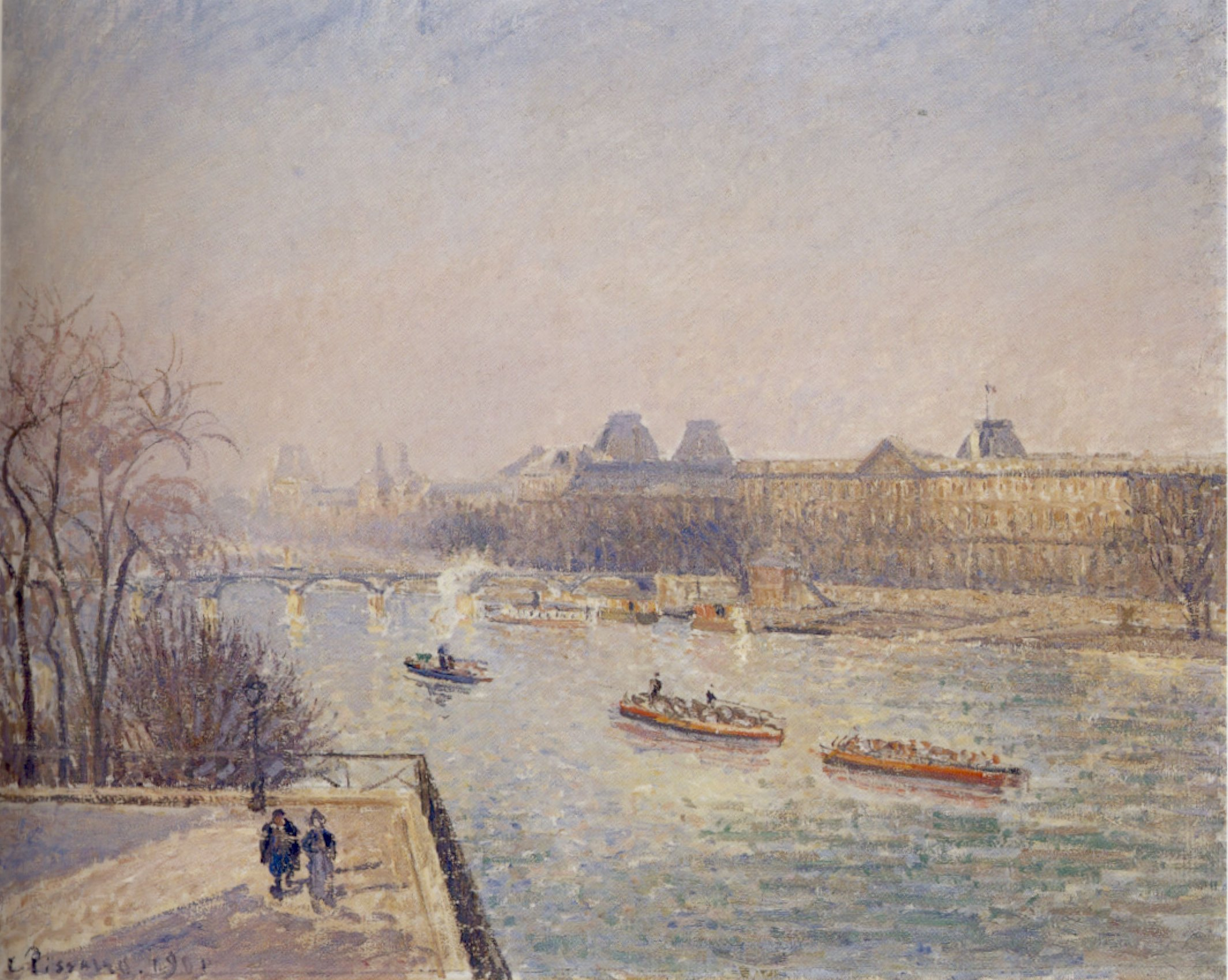
Mañana, sol invernal, 1901. Imagen con el Pont-Neuf, el río Sena y el Louvre, París. Academia de Artes, Honolulu.
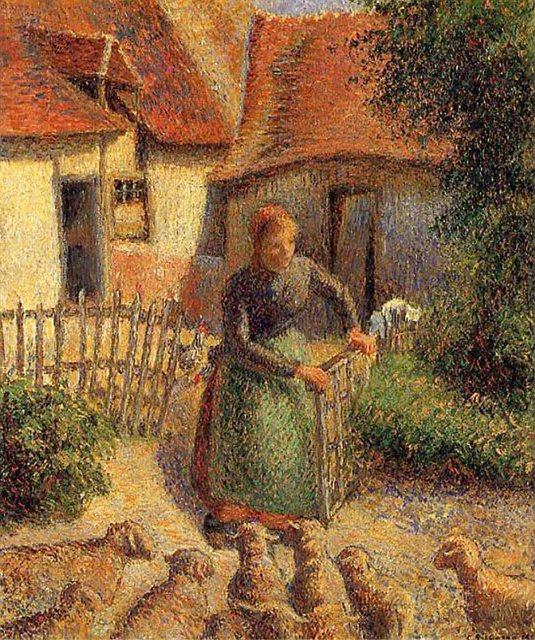
Pastora recogiendo las ovejas 1886, Fred Jones Jr. Museum of Art, University of Oklahoma, Norman, Oklahoma